# Metriona elatior
Metriona elatior es una especie de insecto coleóptero de la familia Chrysomelidae. Fue descrita  en 1829 por Klug. Metriona es considerado un sinónimo obsoleto de Charidotella por algunos taxónomos. 